# Werkkamp De Zomp
Werkkamp De Zomp was een van de twee werkkampen in de Nederlandse plaats Ruurlo. Tot 1942 deed het dienst als werkkamp voor de werkverschaffing. In 1942 werd het een Joods dwangarbeiderskamp.

## Geschiedenis en gebruik

### Werkkamp voor de werkverschaffing

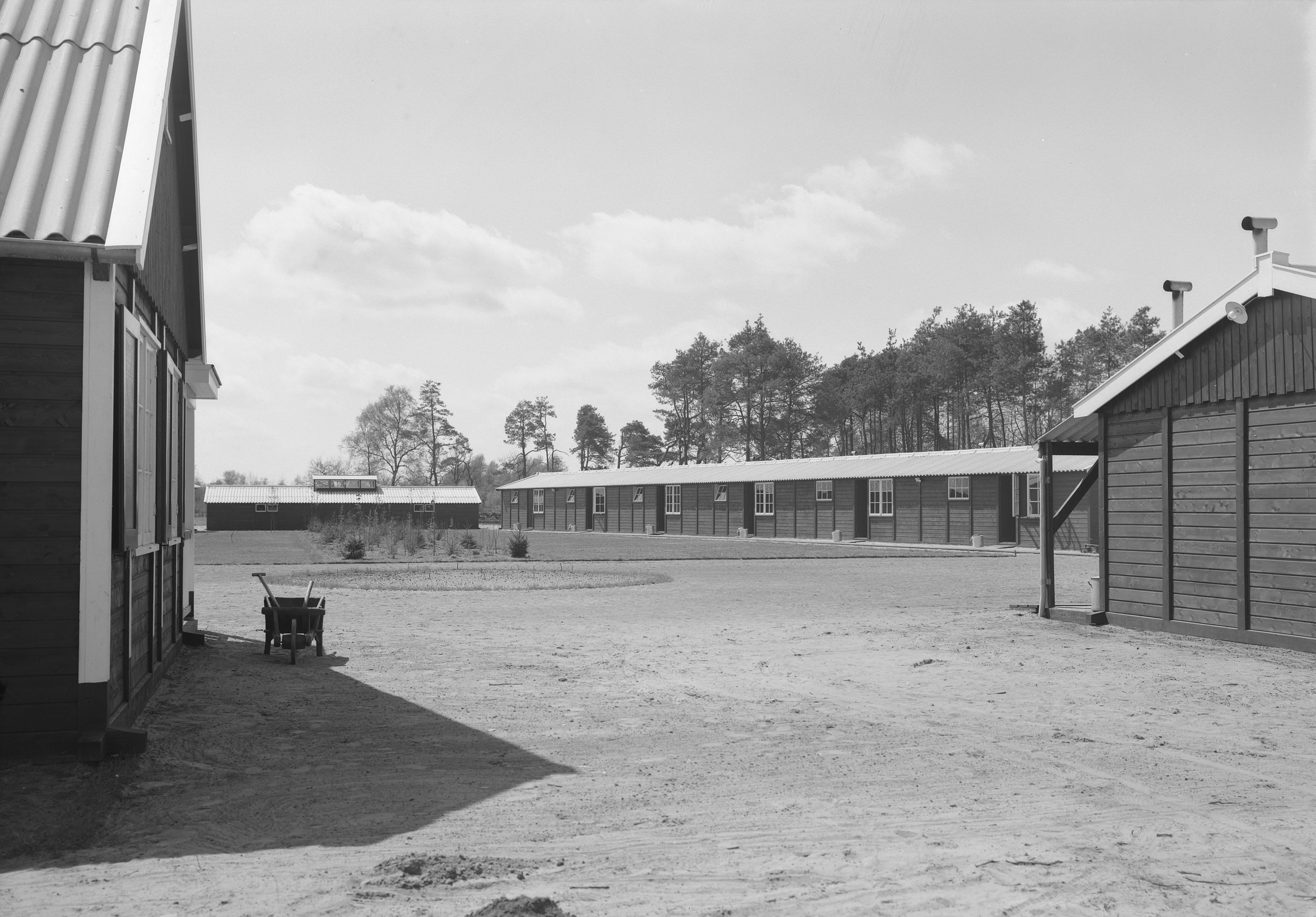
De Zomp.

Werkkamp De Zomp in Ruurlo was een in de jaren 1930 geopend kamp voor werklozen en was samen met Werkkamp De Pierik een van de twee werkkampen in het dorp. Het kamp had twee barakken, een huis en keuken voor de beheerder die ook kok was en een kantine. Ook waren er douches en een fietsenhok aanwezig. Het was gebouwd in het kader van de werkverschaffing. In 1939 waren er Nijmeegse werklozen gevestigd, die aan de burgemeester en wethouders vroegen om hen eenmaal per week naar hun gezin te laten reizen. In 1940 werd er op verzoek van de geestelijke verzorger van de werklozen in het kamp, een concert gehouden, voor de Rotterdamse werklozen die op dat moment in het kamp gehuisvest waren, door muziekvereniging Sophia’s Lust.

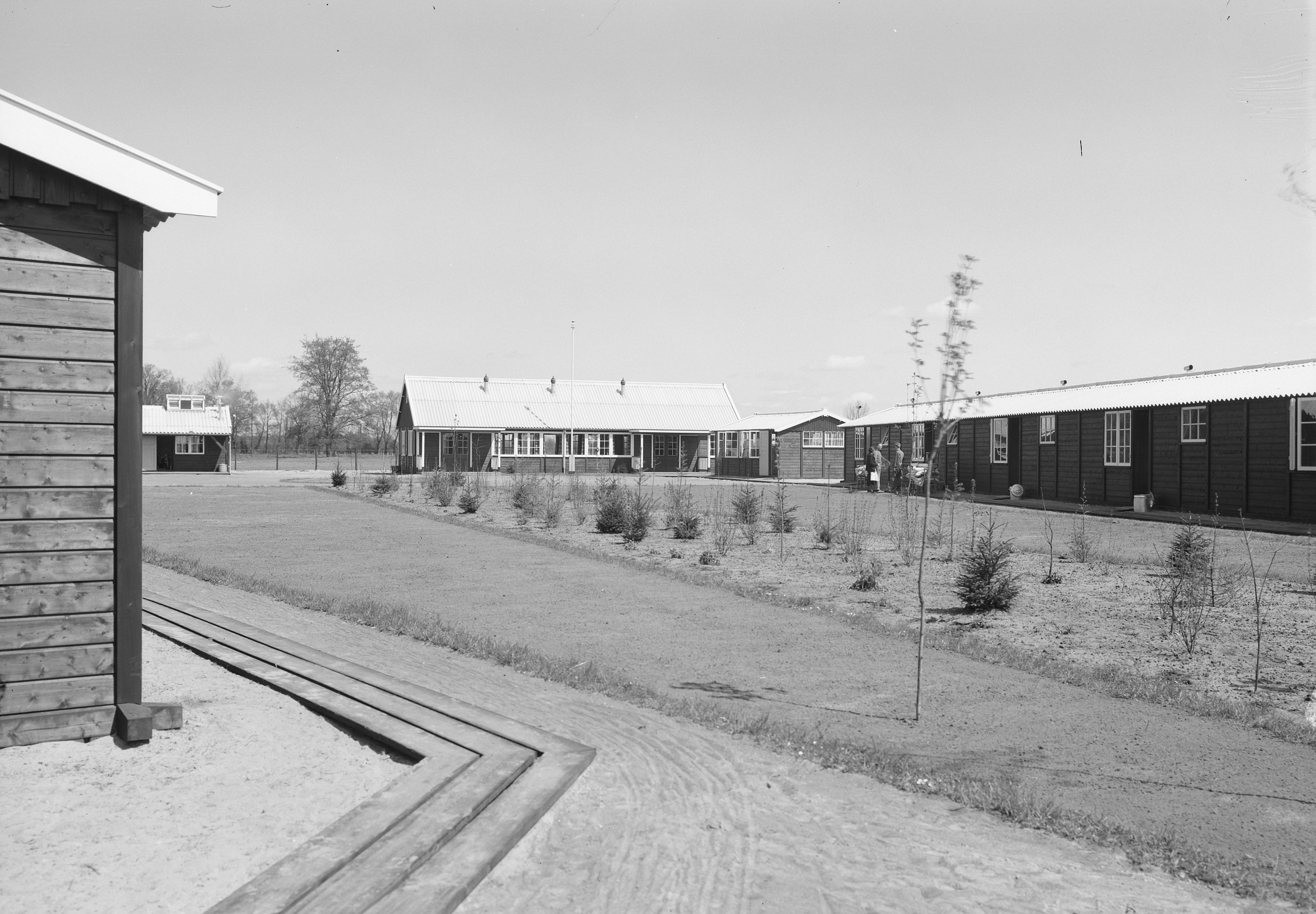
De Zomp in Ruurlo.

### Werkkamp voor Joodse dwangarbeiders
In 1942 werd De Zomp overgenomen door de SS en werd het een werkkamp voor Joodse dwangarbeiders; daar moesten ze onder meer sloten graven en de waterafvoer verbeteren. In de eerste maanden van het gebruik als werkkamp voor Joden vonden er verschillende activiteiten plaats en was het leven redelijk te noemen. Zo werd er gebiljart en gekaart in de kantine, kregen dwangarbeiders genoeg te eten en konden ze sigaretten en sigaren kopen.
In de zomer werd de beheerder naar een SS-bijeenkomst gestuurd, daar kreeg hij een cursus hoe hij het kamp moest leiden. Bij zijn terugkomst op het kamp werd meteen gebruik gemaakt van zijn cursus. Zo begon de beheerder met het doorzoeken van de barakken, moesten de dwangarbeiders een saluut brengen als hij langs kwam lopen en liet hij geen post meer toe tot het kamp. Door een lokale onderneemster, die een winkeltje had, konden de Joodse mensen toch stiekem post ontvangen en versturen, totdat de beheerder daarachter kwam. Als straf liet hij twee Joodse mensen uit het kamp naar het strafkamp Erika sturen.
Op 2 oktober 1942, tijdens de joodse feestdagen Soekot, wordt het kamp omsingeld door de nazi’s en werden alle Joden onder het mom van gezinshereniging gedeporteerd naar Kamp Westerbork.

### Latere gebruik van het kamp
Na de ontruiming door de Duitsers werd het kamp onder meer gebruikt voor gezinnen, vluchtelingen en als noodhospital. In 1946 was het kamp afgebroken en huisvestte er een kwekerij en tuinbouw.